# Фигура 17 – Цубаса и Хикару
„Фигура 17 – Цубаса и Хикару“ (оригинално заглавие: フィギュア17つばさ＆ヒカル, транскрипция на английски: Figure 17 – Tsubasa & Hikaru), известен и само като „Фигура 17“ е анимесериал, създаден от студио ОЛМ. Той е с продължителност от 13 епизода и е излъчен по ТВ Токио между май 2001 г. и юни 2002 г. Действието в него проследява живота на малкото момиче Цубаса Шиина, което открива катастрофирал космически кораб. Той е пилотиран от извънземен на име Ди Ди и превозва яйца на чудовища, известни под названието „магуари“. След последвалите събития, при които Цубаса се сдобива с клонинг на име Хикару, двете обединяват сили с пилота, за да се сражават с магуарите, намиращи се на Земята. Освен това в епизодите на анимето често се показват преживяванията в училище на главните героини, като се изследва развитието на взаимоотношенията помежду им и се засягат теми като съзряването и създаването на емоционална връзка.

## Сюжет
Цубаса Шиина е плаха четвъртокласничка, преместила се от Токио в Хокайдо с баща си, понеже след смъртта на майка ѝ той решава да се откъсне от досегашния си живот и да осъществи мечтата си да стане пекар. Тя се чувства самотна и изолирана на новото място и трудно общува със съучениците си. Те от своя страна я смятат за надуто гражданче, мислещо се за по-добро от тях, и почти не ѝ обръщат внимание. В същото време баща ѝ е много зает на новото си работно място и по тази причина не може да ѝ отделя достатъчно време и внимание.
Една нощ, когато Цубаса остава сама вкъщи, тя вижда ярка светлина в небето, последвана от силен тътен. Когато кучето на семейството побягва към гората зад къщата, откъдето се е разнесъл той, тя хуква след него и се натъква на катастрофирал извънземен кораб и неговия пилот, ранен и изпаднал в безсъзнание. Тогава от кораба изпълзява чудовище, което напада пилота, но той идва на себе си навреме и се опитва да се пребори с него, като използва високотехнологично оръжие рибърс и представлява биохуманоидна бойна система. Изплашената Цубаса опитва да се скрие в кораба, докато създанието бързо надвива пилота и както изглежда, го убива. При последвалите си опити да достигне и момичето, то счупва контейнер, съдържащ резервен рибърс. Когато Цубаса го докосва, той я обгръща и с негова помощ тя някак успява да победи чудовището.
След края на битката рибърсът се отделя от нея, но по някаква причина приема формата на нейно идентично копие, запазило всичките ѝ спомени. Двете, заедно с оказалия се жив извънземен пилот, се връщат в къщата, където по-късно той се представя под името Ди Ди и обяснява, че е превозвал яйца на чудовище магуар, но едното от тях се е излюпило и го е нападнало, което е довело до катастрофата на кораба му. Победеният магуар е само един от шестте, за които той е отговарял, а останалите са се разпръснали неизвестно къде из Хокайдо. Понеже влиянието на земната атмосфера прави чудовищата значително по-силни, става ясно, че Ди Ди няма да може да ги унищожи сам. Поради това му се налага да помоли Цубаса и нейната „близначка“, приела името Хикару, да му помагат в тази задача, поне докато не му бъде изпратено подкрепление от неговата планета. Той решава проблема с присъствието на новото момиче, променяйки спомените на бащата на Цубаса така, че да смята, че винаги е имал две дъщери. След това момичетата заживяват заедно, като ходят на училище и се сражават като Фигура 17 срещу магуарите, същевременно изграждайки емоционалната връзка помежду си.

## Аниме
Сериалът дебютира на екран на 27 май 2001 г. по сателитния канал Ей Ти Екс на ТВ Токио и се излъчва до 26 юни 2002 г. Той е режисиран от Наохито Такахаши по сценарий на Шьоджи Йонемура. Музиката е дело на Тошихико Такамидзава от известната японска рокгрупа „Ди Алфи“, която изпълнява началната тема „Boy“ и финалната „Fairy Dance“. 

### Интересни факти
За разлика от обикновените анимесериали, чиито епизоди са по около 23-24 минути и се излъчват веднъж седмично, тези на „Фигура 17“ са с продължителност от по 46 минути и се излъчват един път месечно. При повторното пускане на анимето по ТВ Токио между 11 януари и 26 юни 2002 г. първият и последният му епизод са излъчени в своята цялост, докато останалите са разделени на две части, което прави общият им брой 24. Освен с необичайния график на излъчване и дължина на епизодите си, „Фигура 17“ се отличава с факта, че е един от последните анимесериали, рисувани (поне до голяма степен) на ръка.
Началната и финална теми на сериала не присъстват в издадения негов саундтрак, а са достъпни само в албума „Бляскав ритъм“ (GLINT BEAT) на групата „Ди Алфи“. Нейният член Тошихико Такамидзава, създал музиката за „Фигура 17“, споделя в интервю, че създателите на анимето му обясняват, че то е смесица между игралния филм „Нещото“ и японския драматичен сериал „От една северна страна“.

## Манга
Манга, носеща същото заглавие, е публикувана в списанието „Денгеки Дайо” на издателство „МедиаУъркс”. Седемнадесетте отделни глави са събрани в два тома, издадени съответно през ноември 2001 и октомври 2002 г. Понеже е значително по-къса от анимето, тази адаптация предава сбито по-голямата част от сюжета му, като пропуска част от второстепенните герои и съкращава бойните сцени до едва по няколко страници.